# Église Sainte-Marie-des-Anges de Wellington

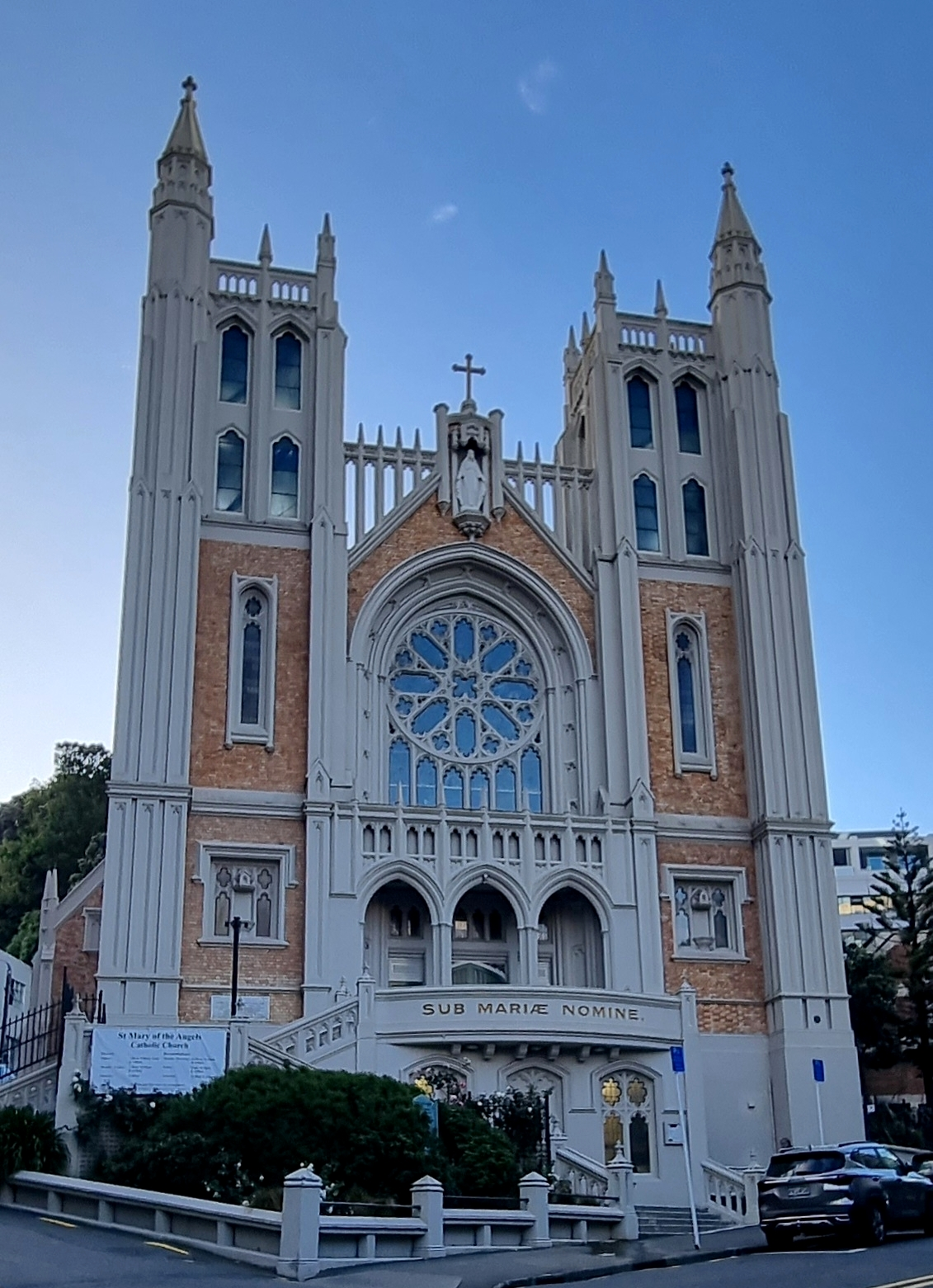
Façade de l'église.

L'église Sainte-Marie-des-Anges (St Mary of the Angels) est l'une des églises principales de Wellington, capitale de la Nouvelle-Zélande. C'est une église catholique paroissiale qui dessert Wellington Central. Elle dépend de l'archidiocèse de Wellington et se trouve à l'angle de Boulcott Street et de O'Reily Avenue. Ce sont les pères maristes qui la desservent depuis 1874. C'est ici que les funérailles de la Mère Saint-Joseph (née Suzanne Aubert) ont été célébrées en 1926.
L'église est connue pour la qualité de son orgue et de sa musique chorale.

## Histoire
La première église catholique construite à cet emplacement est une petite chapelle de bois placée sous le vocable de la Nativité par le R.P. O'Reily en 1843. Elle est consacrée par Mgr Pompallier S.M. l'année suivante. Elle est remplacée par une église plus grande de bois en 1874 et dédiée à sainte Marie des Anges d'après la Portioncule chère à saint François d'Assise. Elle est agrandie à plusieurs reprises, mais elle est détruite par un incendie en 1918. L'édifice actuel est consacré le 26 mars 1922 par Mgr Francis Redwood, archevêque de Wellington.

## Architecture

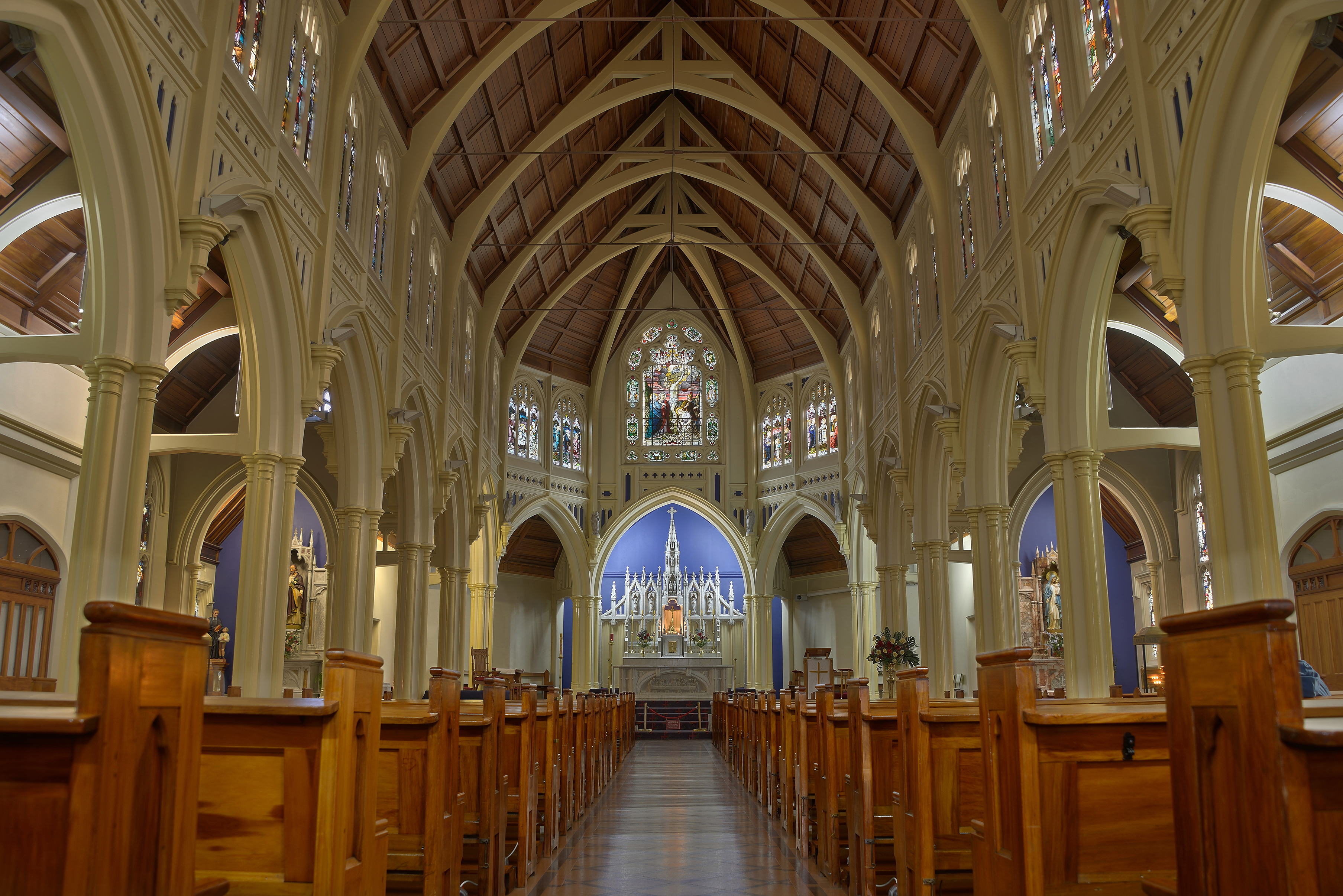
Intérieur de l'église en 2012.

L'église est classée en 1984 dans la catégorie I des monuments historiques de Nouvelle-Zélande,. L'église est édifiée selon les plans de Frederick de Jersey Clere en 1919, dans le style néo-gothique français avec une façade lointainement inspirée de la cathédrale de Bruxelles. La structure est renforcée de béton et de brique avec un toit de cuivre soutenu par des arcs de béton et des tiges en acier. La construction est jugée à l'époque comme innovante à cause de l'usage du béton et de l'acier.
L'église possède de remarquables vitraux, dont la rosace du narthex et le vitrail de la Crucifixion au-dessus du maître-autel, ainsi que ceux décrivant la vie de saint Joseph. Elle abrite aussi une collection de statuaire, dont une copie plus petite du Moïse de Michel-Ange, une Pietà et une représentation de la Sainte Famille. Dans les bras du transept, les autels latéraux de Notre Dame et de Saint Joseph sont en marbre brun moucheté avec une grande statue de Notre-Dame du Rosaire et une autre de saint Joseph. D'autres statues représentent le Sacré Cœur, saint Vincent de Paul, saint Marcellin Champagnat et saint Pierre Chanel.
Le maître-autel est de style néo-gothique avec un retable avec des statues. L'autel a été détaché du retable à la fin des années 1960 conformément à la réforme post-conciliaire.
L'église est chère aux fidèles qui révèrent Mère Aubert, proclamée vénérable en 2018 et dont les funérailles ont été célébrées ici le 4 octobre 1926 devant une foule immense.

## Musique
Sainte-Marie-des-Anges est reconnue comme un haut-lieu du chant grégorien depuis 1905. Dans l'Entre-deux-guerres la chorale comptait soixante-dix voix et la tradition s'est poursuivie. L'orgue de chez George Croft & Son d'Auckland date de 1958 et il a été amélioré en 1994. Les concerts de l'église sont renommés.

## Travaux
L'église a été fermée après le tremblement de terre de juillet 2013 et celui d'août 2013, afin de renforcer sa structure. En effet, elle était classée comme sujette à des dommages (classement de 15% à 20%), alors que le seuil doit être de 33% au minimum. L'église rouvre en avril 2017 après travaux de consolidation financés par une collecte du public de 9,5 millions de dollars,.

## Horaires
Les messes sont célébrées :
- lundi et mardi – 7 h 30, 12 h 5 et 17 h 15 ;
- samedi – 11 h ;
- dimanche – 7 h, 9 h, 11 h (avec chorale) et 17 h.

Les horaires de confession sont fréquents.